# Dicranella osculatiana
Dicranella osculatiana är en bladmossart som beskrevs av De Notaris 1859. Dicranella osculatiana ingår i släktet jordmossor, och familjen Dicranaceae. Inga underarter finns listade i Catalogue of Life.